# Kanton Dorla

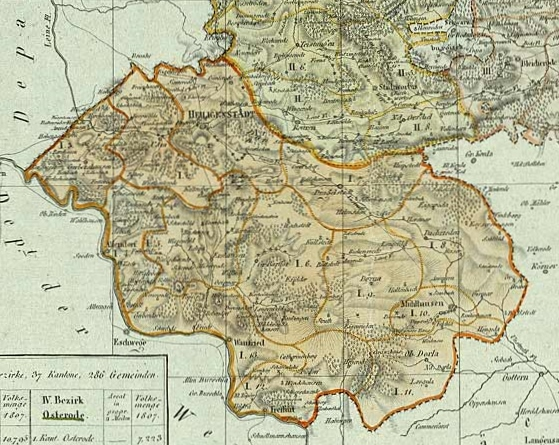
Der Kanton Dorla im District Heiligenstadt

Der Kanton Dorla  war eine Verwaltungseinheit im Distrikt Heiligenstadt des Departements des Harzes im napoleonischen Königreich Westphalen. Hauptort des Kantons und Sitz des Friedensgerichts war der Ort Oberdorla im heutigen thüringischen Unstrut-Hainich-Kreis. Der Kanton bestand aus den drei Orten der bis dahin zur Ganerbschaft Treffurt gehörigen Vogtei Dorla und drei Orten der ehemaligen Reichsstadt Mühlhausen. Kantonmaire war Christoph Gottfried Hoffmann.
Zum Kanton gehörten die Ortschaften:

- Oberdorla, Niederdorla, Langula (ehemalige Vogtei Dorla)
- Felchta und Weidensee (Gut), Höngeda (ehemals zur Freien und Reichsstadt Mühlhausen gehörig)